# Palourdes marinières
Les palourdes marinières sont un ragoût de palourdes très typique de la cuisine galicienne, en particulier dans la région de Rías Baixas, et est également très populaire dans d'autres régions d'Espagne comme la Cantabrie. Les palourdes sont cuisinées avec du sofregit et du vin blanc, le tout assaisonné de paprika. Ce plat est servi chaud, traditionnellement dans une casserole ou une cocotte en terre cuite.

## Caractéristiques
C'est une préparation qui, en raison de l'utilisation des fruits de mer, a une odeur et un goût caractéristiques, d'où le nom de « marinière ». Parfois, les parures d'autres fruits de mer sont utilisées pour faire un bouillon qui accompagne et parfume le plat. Habituellement, on utilise des palourdes, bien que parfois des plats avec des chirlas (chirlas marinières), généralement plus petites, soient présentés. Le mets peut également être préparé avec des moules (moules marinières).
Le jus a généralement une couleur rougeâtre en raison de l'utilisation de paprika. Parfois, des piments en poudre sont ajoutés, ce qui lui donne un goût légèrement épicé.